# Троицкая-Таранина, Виктория Николаевна
Виктория Николаевна Троицкая-Таранина (род. 18 апреля 1969 года, Ленинград) — советская и российская шорт-трекистка, бронзовый призёр зимних Олимпийских игр 1992 года, участница зимних Олимпийских игр 1994 года, многократная чемпионка и призёр чемпионатов СССР и России. Заслуженный мастер спорта России. Выступала за СКА (Санкт-Петербург).. 

## Биография
Виктория родилась в городе-герое Ленинграде. Училась в 62-й школе. Начинала заниматься в фигурном катании, где выступала в паре с Артуром Дмитриевым, но затем стала для фигурного катания немного тяжеловата, и её отчислили. В декабре 1985 года на базе Текстильного института был организован клуб шорт-трека самим Юрием Павловский, куда и пришла одной из первых 16-летняя будущая "звезда". Уже в 1986 году поехала на свой первый чемпионат мира в Шамони. В 1987 году выиграла первый чемпионат РСФСР по шорт-треку, опередив сильную конкурентку Марину Пылаеву.
Через год состоялся дебют сборной страны на Кубке Европы и там Виктория стала призёром на дистанциях 500 и 3000 метров. В феврале на зимних Олимпийских играх 1988 года она выступала вместе с Мариной Пылаевой от сборной СССР на показательных соревнованиях шорт-трекистов и выступала в финале "Б", где заняла 3-е место. В 1989 году на Кубке Европы в Бормио выиграла три комплекта наград: золото в забеге на 500 метров, серебро - на 1000 и бронзу в эстафете. В апреле участвовала на чемпионате мира в Солихалле и заняла место во втором десятке.
В июле 1991 года родила дочку, а уже в августе вновь стала тренироваться. В 1992 году она участвовала за сборную СНГ на своих первых зимних Олимпийских играх в Альбервиле и завоевала бронзовую медаль в эстафете. В январе 1993 года на Кубке Европы выпускница Университета технологии и дизайна легкой промышленности выиграла золотую медаль в многоборье, а через год стала серебряным призёром, уступив только Марине Пылаевой. В январе 1994 года Виктория финишировала 2-й на чемпионате России в Новогорске в забегах на 500 и 1000 метров. 
В начале февраля 1994 года на "Кубке Скандинавии" она одержала победу в забеге на 500 метров и в женской эстафете, а также стала третьей на 1500 и 3000 метров. Следом на зимних Олимпийских играх в Лиллехаммере вместе с командой заняла 5-е место в эстафете,  20-е в забеге на 500 и 29-е на 1000 метров. После сезона Троицкая завершила карьеру спортсменки.

### Личная жизнь
В 1988 году вышла замуж и взяла фамилию Таранина, родила дочь Екатерину в июле 1991 года. С 1999 года живёт в Хельсингборге (Швеция). Переехала благодаря Наталье Исаковой, партнёрше по сборной страны, которая после Олимпийских игр в Лиллехаммере 1994 года осела в скандинавской стране. Виктория работает тренером по фигурному катанию. Вышла второй раз замуж за шведа, от которого родилась дочь Кристина. Кроме дочерей имеет внука. Родители Виктории живут в России.
Виктория Николаевна в интервью признавалась: 

Я в Питере попробовала разные сферы — тренером в школе и интернате, менеджером в строительных гипермаркетах «Максидом». Но ничего не цепляло — ни эмоционально, ни материально— http://www.sports.ru/tribuna/blogs/russiateam/547182.html
.
Из интервью: 

 Наверное, по менталитету я уже немного шведка. Появился акцент — все-таки ежедневно думаю на другом языке. Но родину не забываю — летом на месяц приезжаем с младшей дочкой Кристиной в Питер к моим родителям.
— Младшая дочь говорит по-русски?
— Плохо. Понимает, но говорит с трудом. А вот старшая, Катя, наоборот, тянется к корням. Она хоть и живёт в Стокгольме — но из всей семьи самая русская, переписывается с русскими друзьями, одно время хотела вернуться обратно.— http://www.sports.ru/tribuna/blogs/russiateam/547182.html
.